# جدول زمانی اختراع‌ها در ایالات متحده آمریکا (۱۹۴۶–۱۹۹۱)
جدول زمانی اختراع‌ها در ایالات متحده (۱۹۴۶–۱۹۹۱)، تعدادی از مهم‌ترین اختراعات و ابداعات شکل گرفته توسط شهروندان ایالات متحده آمریکا، از ۱۹۴۶ تا ۱۹۹۱ میلادی است. این اختراعات در بازهٔ زمانی جنگ سرد قرار دارد که تا فروپاشی اتحاد جماهیر شوروی ادامه می‌یابد. اختراعات به دلیل بند ۸ از بخش هشتم ماده اول قانون اساسی آمریکا شامل حق ثبت و همچنین حقوق مالکیت می‌شوند.
| « | به منظور تشویق به پیشرفت علم و هنرهای مفید، از طریق ایجاد سازوکارهای اطمینان‌بخش و برای مدت زمانی تعیین شده به نویسندگان و مخترعان، حق انحصاری برای تالیفات و اکتشافات، نوآوری‌ها و اختراعات را می‌دهد. | » |

این حق در سال ۱۷۹۰ پس از تصویب کنگره به امضای رئیس جمهور جورج واشنگتن رسید که در ادامه به تأسیس اداره ثبت اختراع منجر شد. با این حال این روند در سال ۱۸۳۶ دچار تکامل شد و منجر به تشکیل اداره ثبت اختراع و نشان تجاری ایالات متحده شد. از زمان تشکیل این اداره در سال ۱۸۳۶ تا سال ۲۰۱۱، در مجموع ۷٬۸۶۱٬۳۱۷ اختراع به ثبت رسیده‌است.

## جنگ سرد(۱۹۴۶–۱۹۹۱)

### (۱۹۴۶–۱۹۴۹) سال‌های نخستین پس از پایانجنگ
۱۹۴۶ تلسکوپ فضایی (لایمن اسپیتزر)
۱۹۴۶ تاپرور (ارل سیلاس توپر)
۱۹۴۶ پوشک (ماریون داناوان)

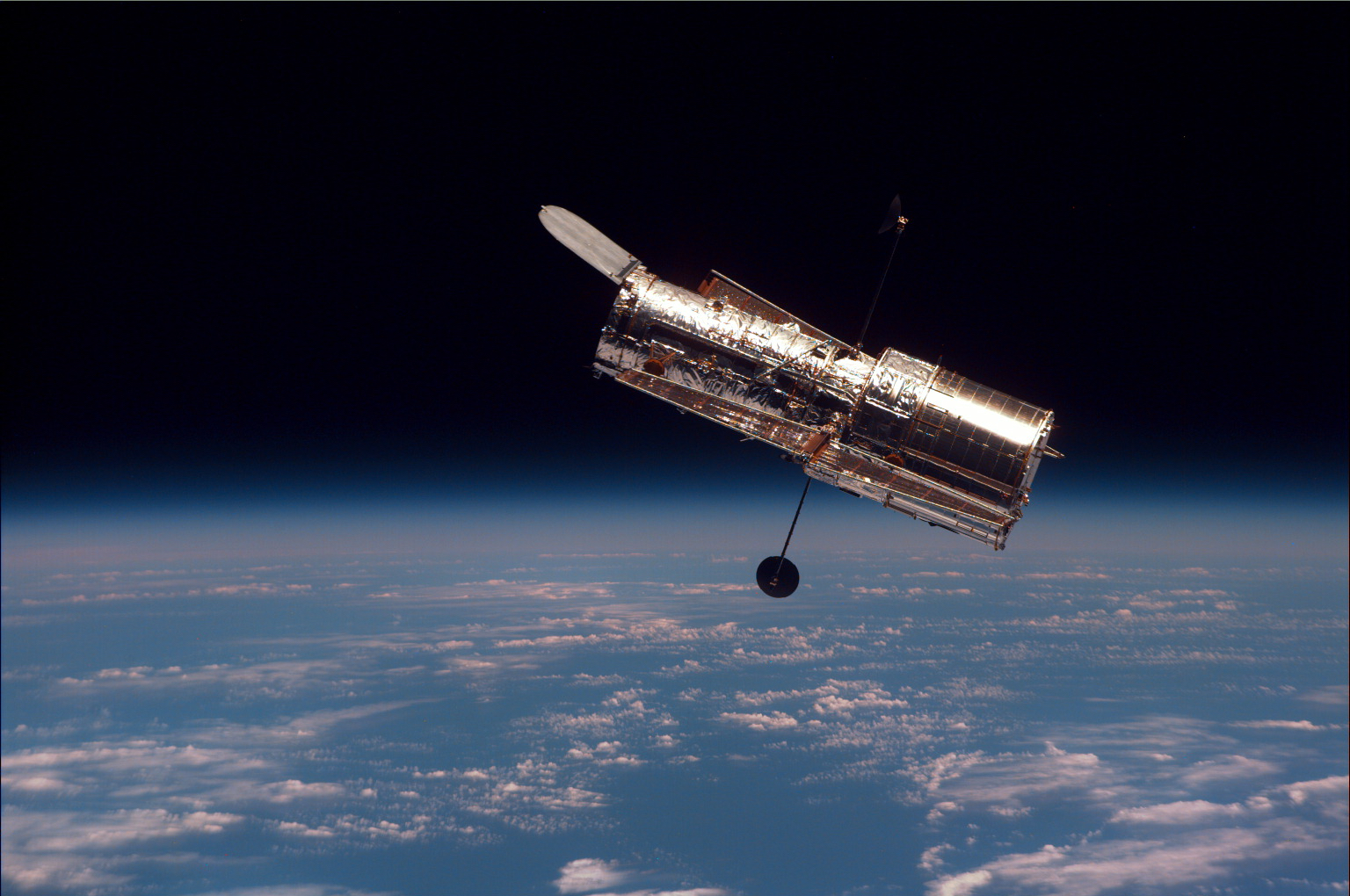
تلسکوپ فضایی هابل

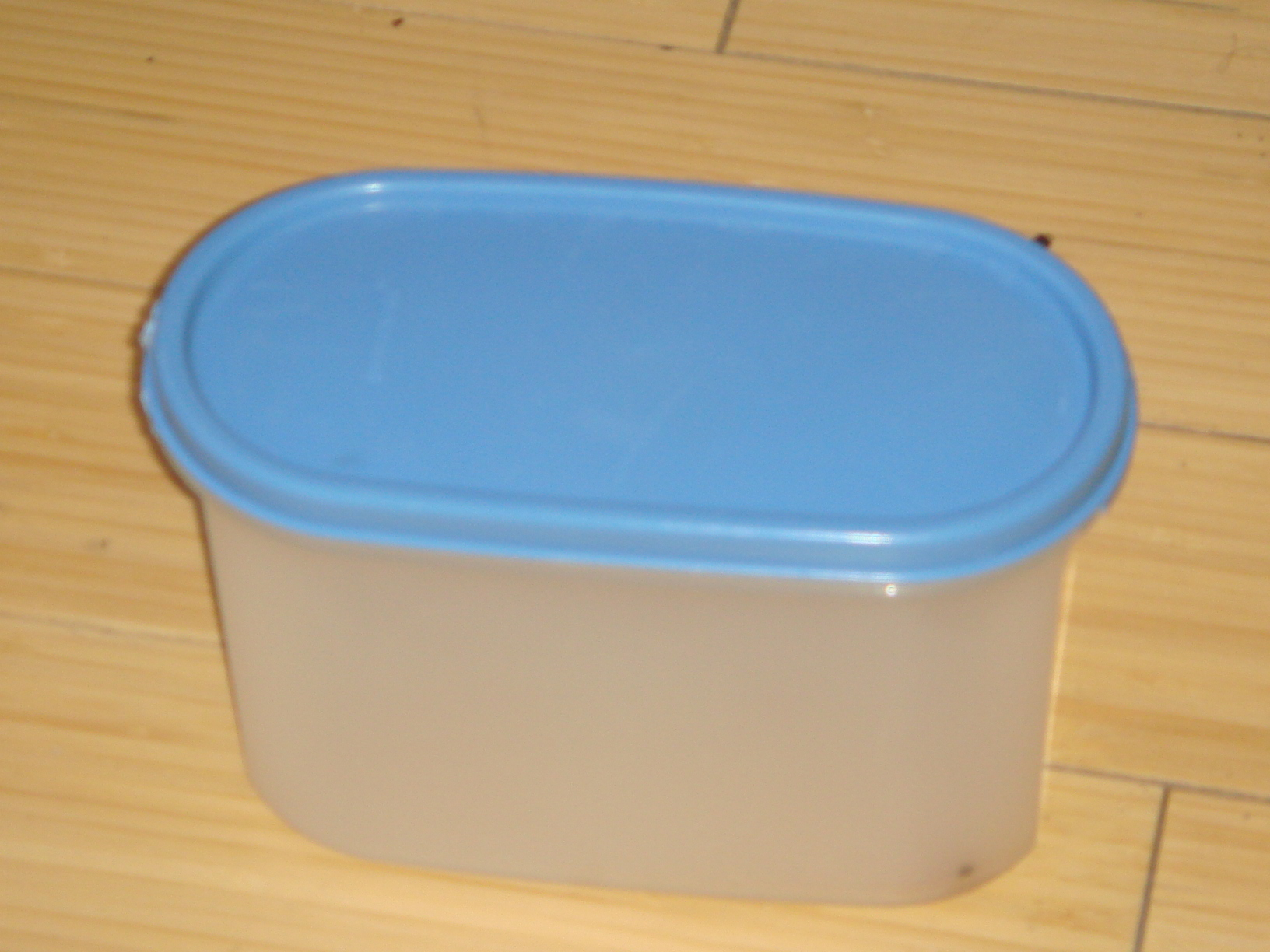
تاپرور

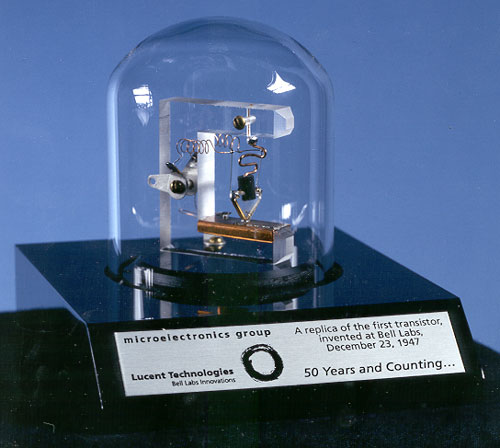
نمونه‌ای از نخستین ترانزیستور

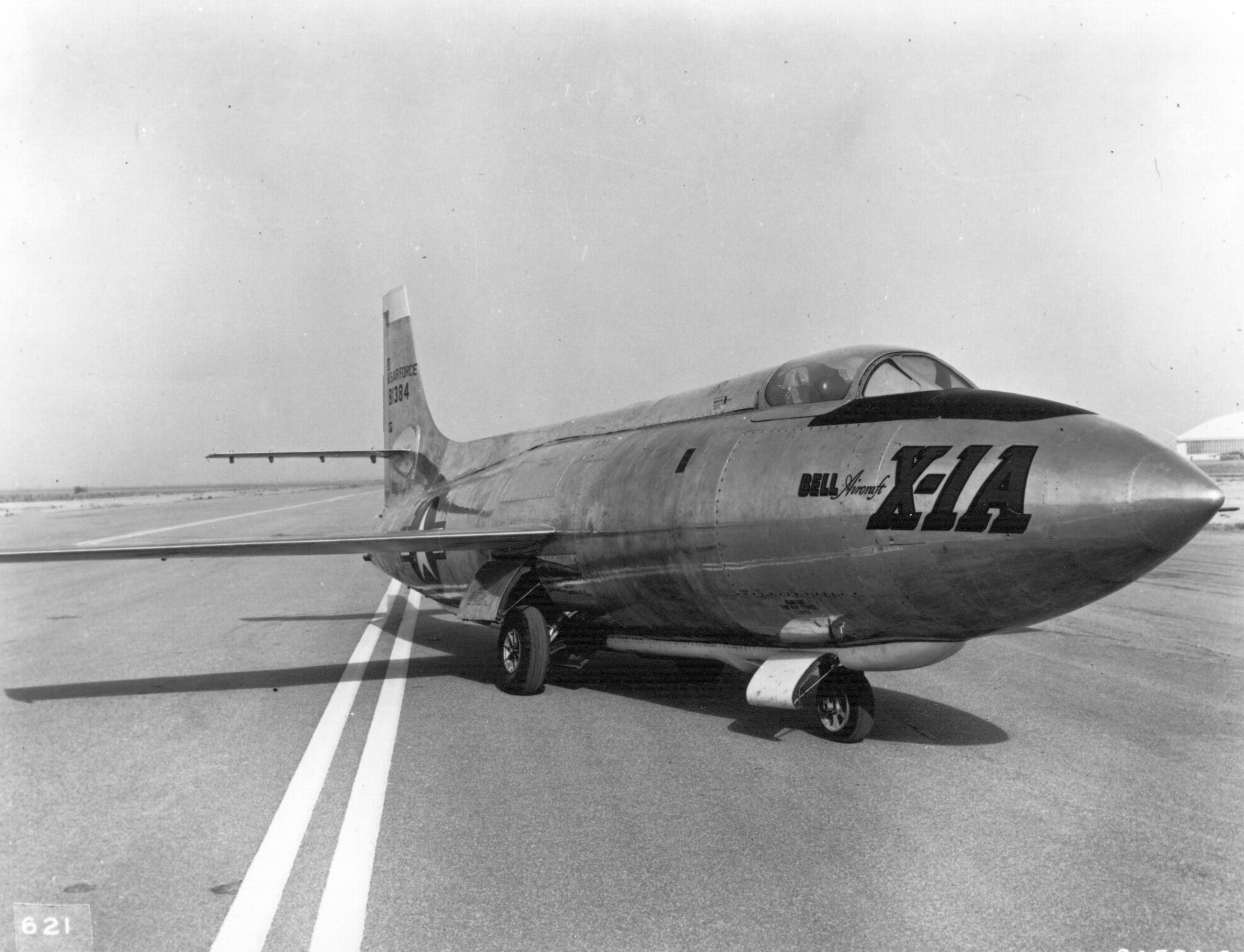
بل ایکس-۱

بادسواری

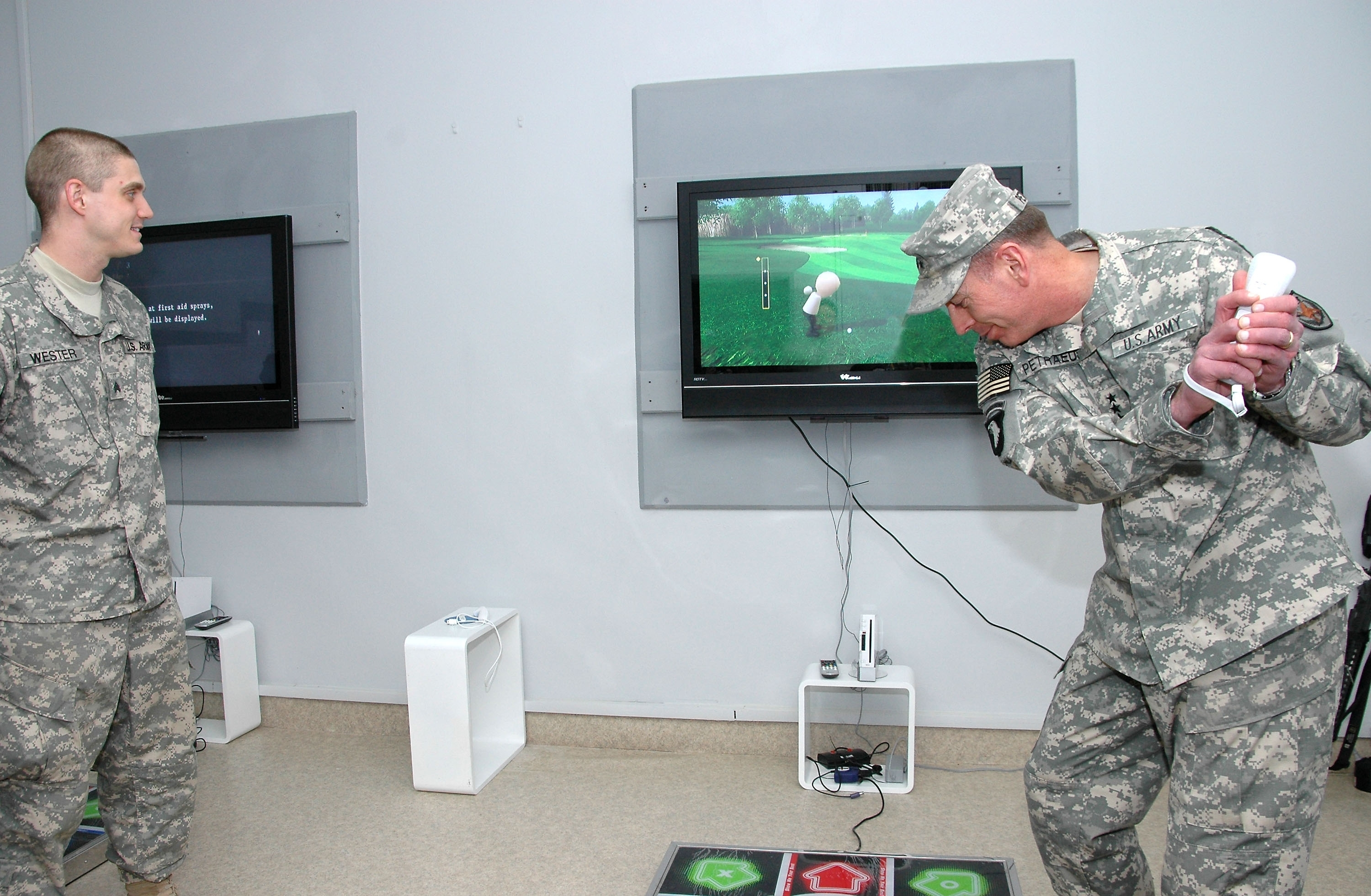
دیوید پترائوس در حال انجام یک بازی ویدئویی

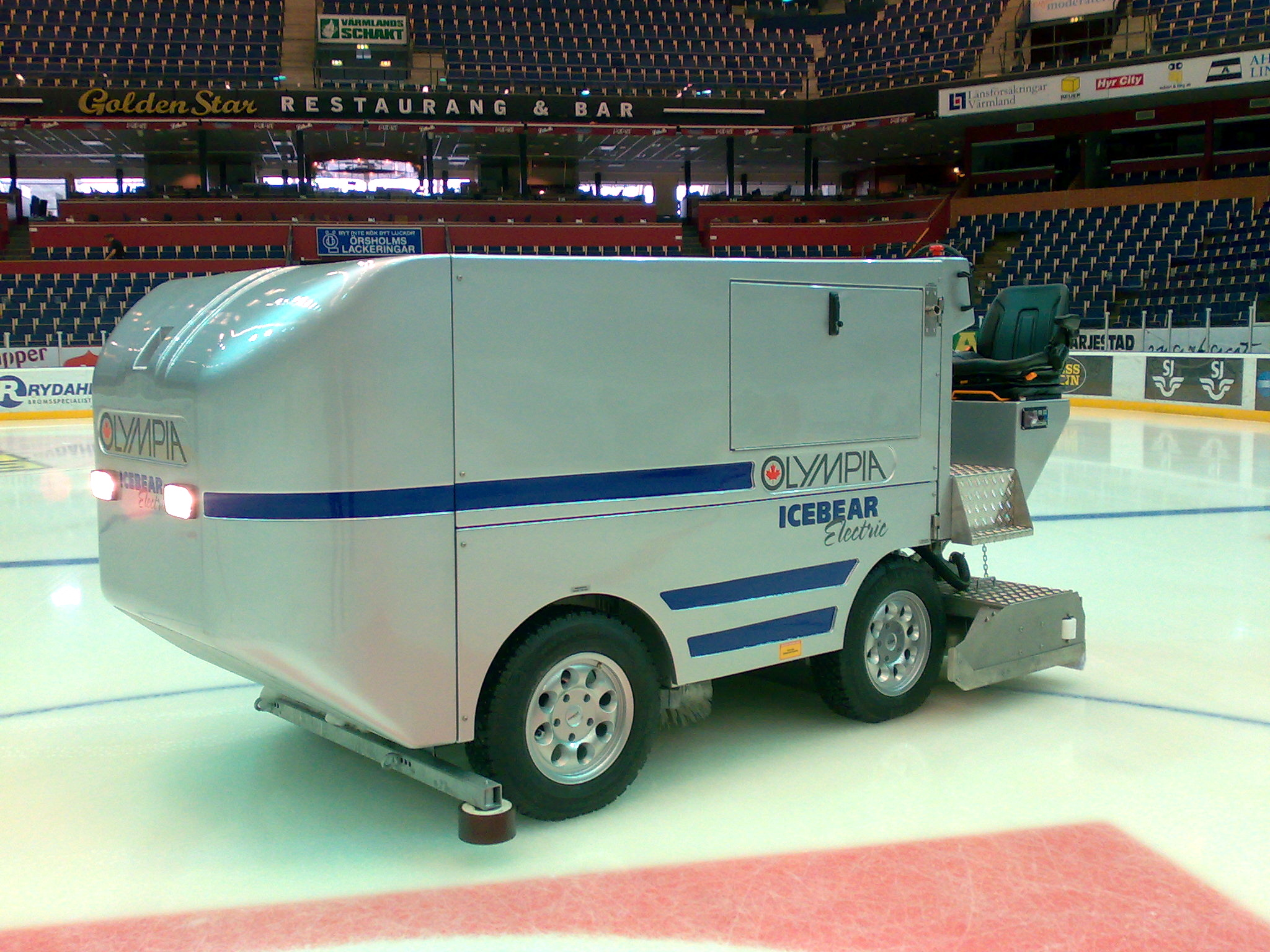
یخ پرداز

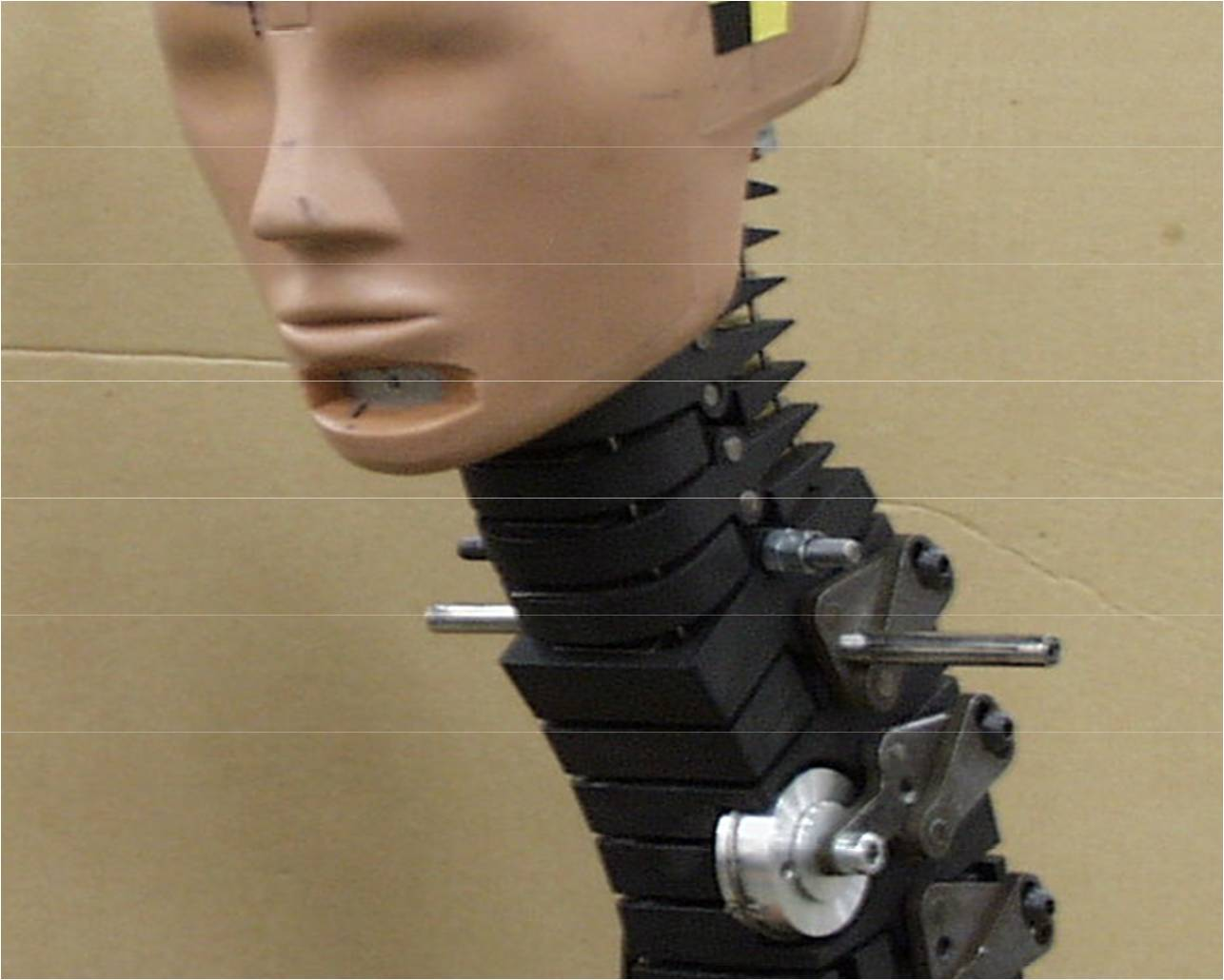
آدمک آزمایش تصادف

۱۹۴۷ ترانزیستور (جان باردین و والتر هاوسر براتین)
۱۹۴۷ الکتروشوک (کلاود بک)
۱۹۴۷ بل ایکس-۱
۱۹۴۷ اکریلیک (لئونارد بوکر و سم گلدن)
۱۹۴۸ بادسواری (نیومن داربی)
۱۹۴۸ تلویزیون کابلی (جان و مارگارت والسون)
۱۹۴۸ بازی ویدئویی (توماس تی گولداسمیت)
۱۹۴۹ تاریخ‌گذاری رادیوکربن (ویلارد لیبای)
۱۹۴۹ یخ پرداز (فرانک زامبونی)
۱۹۴۹ ساعت اتمی
۱۹۴۹ الکتروکاردیوگرام دینامیک (نورمن هولتر)
۱۹۴۹ آدمک آزمایش تصادف (ساموئل دابلیو. آلدرسون)
۱۹۴۹ مترجم رایانه‌ای (گریس هاپر)

### دهه ۱۹۵۰
۱۹۵۰ برگ‌روب (دام کوینتو)
۱۹۵۰ کد همینگ (ریچارد همینگ)
۱۹۵۰ اتوکیو (هابرت شلافلی)
۱۹۵۱ استلراتور (لایمن اسپیتزر)
۱۹۵۲ کیسه هوا (جان دابلیو. هاتریک)
۱۹۵۲ بارکد (نورمن وودلند)
۱۹۵۲ قلب مصنوعی (فورست دیوای دادریل)
۱۹۵۳ بای‌پس قلبی ریوی (جان هیشام گیبون)
۱۹۵۳ ولت‌سنج (اندرو کای)
۱۹۵۳ ماژیک (سیدنی راسنتال)
۱۹۵۳ قفل چرخ (فرانک ماروگ)
۱۹۵۳ میزر (چارلز هارد تاونز، جی. پی. گورودن و اچ. جی زیگر)
۱۹۵۴ احیای قلبی ریوی (جیمز ایلم)
۱۹۵۵ زیردریایی هسته‌ای (هیمن ریکور)
۱۹۵۵ هارد دیسک (رینولد جانسون)
۱۹۵۶ پرزگیر (نیکولاس مک‌کای)
۱۹۵۶ کارتینگ (آرت اینگلس)
۱۹۵۶ روبات صنعتی (جرج دوول و جو انگلبرگر)
۱۹۵۶ سیستم‌عامل (اون موک و باب پاتریک)
۱۹۵۶ فورترن (جان بکوس)
۱۹۵۷ لیزر (گوردون گولد)
۱۹۵۷ دوربین گاما (هل انگر)
۱۹۵۸ لیسپ (جان مک‌کارتی)
۱۹۵۸ مدار مجتمع (جک کیلبی)
۱۹۵۹ ماهواره هواشناسی

### دهه ۱۹۶۰
۱۹۶۰ چمن مصنوعی (رلیانت آسترودام)
۱۹۶۰ کارت مغناطیسی (فورست پری)
۱۹۶۰ سامانه ماهواره‌ای ناوبری جهانی

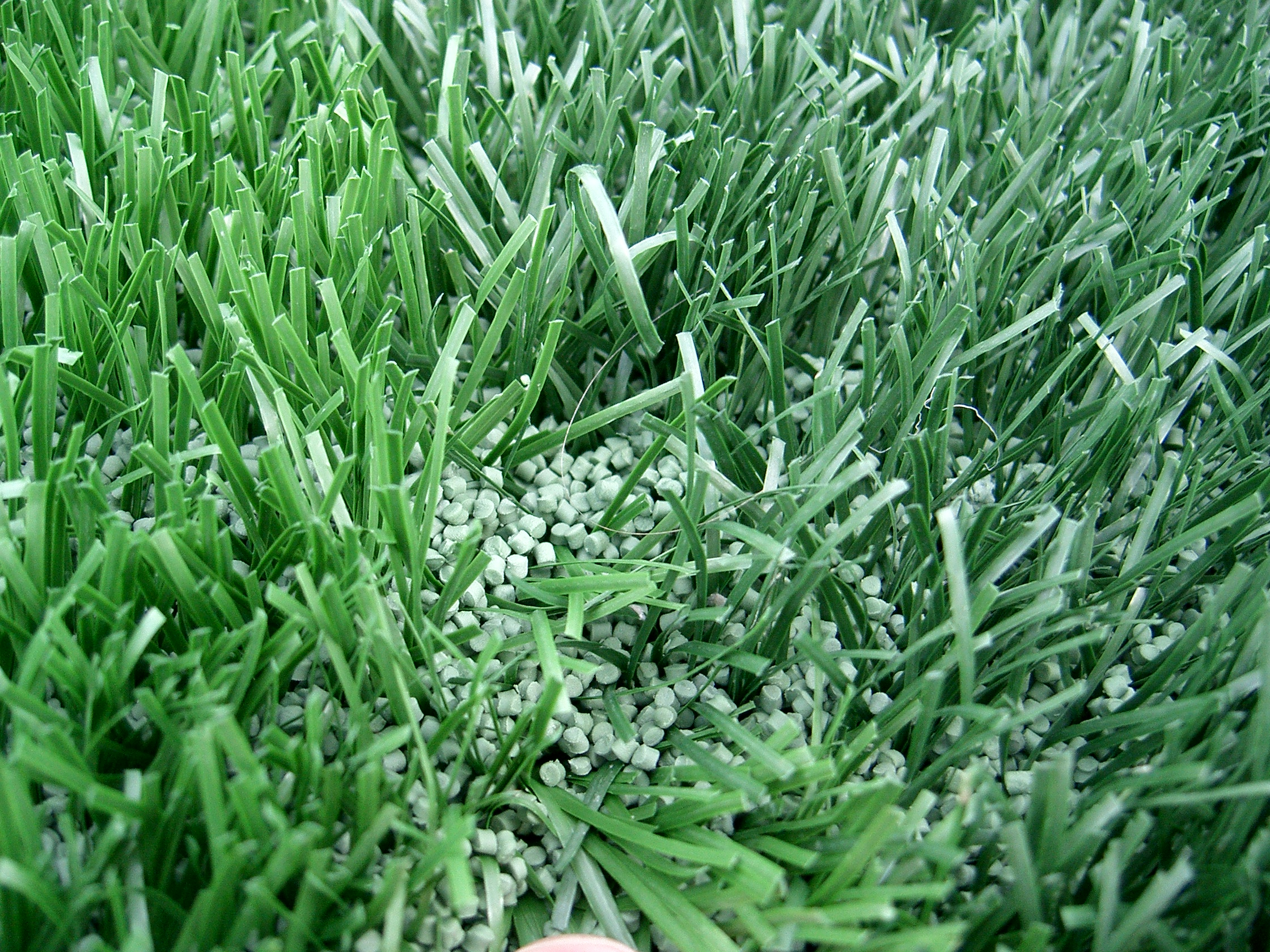
چمن مصنوعی

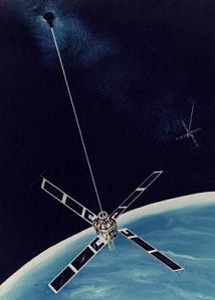
سامانه ماهواره‌ای ناوبری جهانی

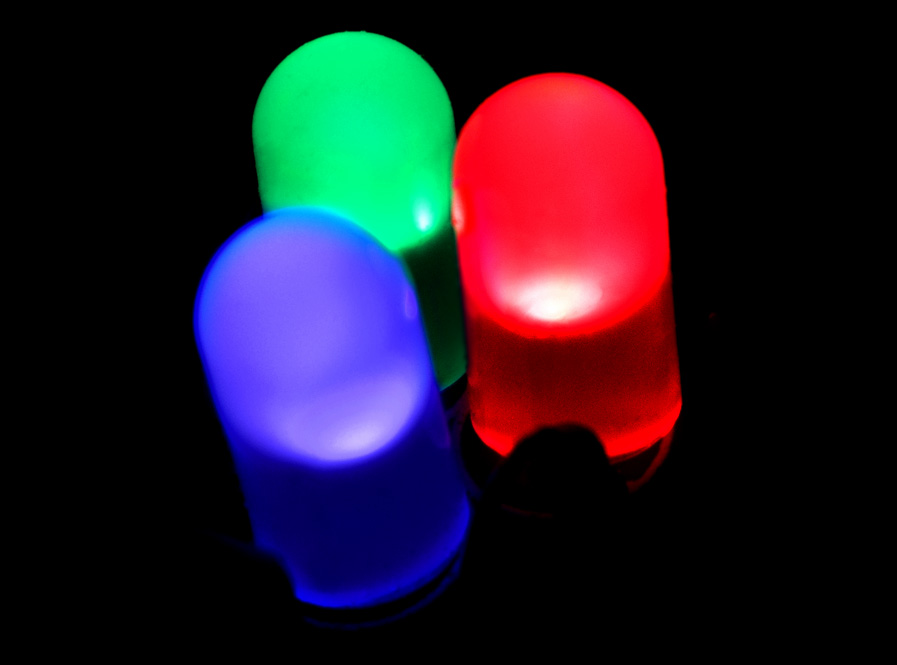
LED

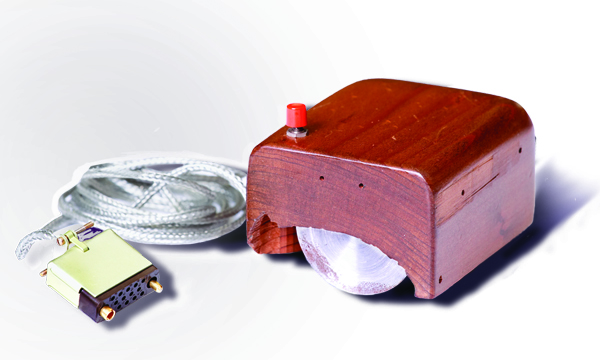
نمونه نخستین یک موشواره

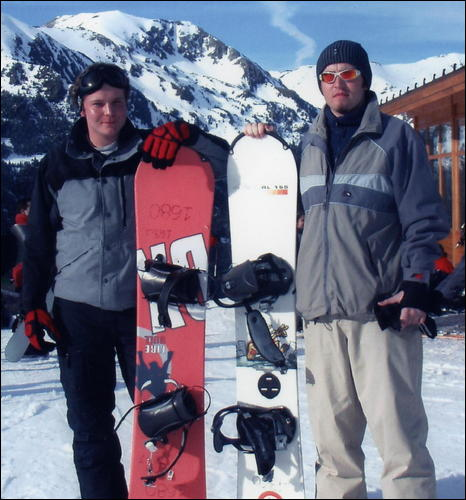
اسنوبرد

نمونه‌ای تلفن بی‌سیم امروزی

لوح فشرده

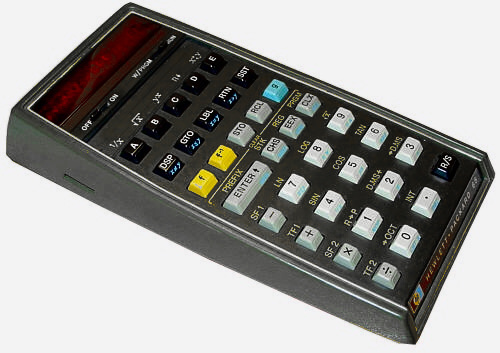
ماشین حساب

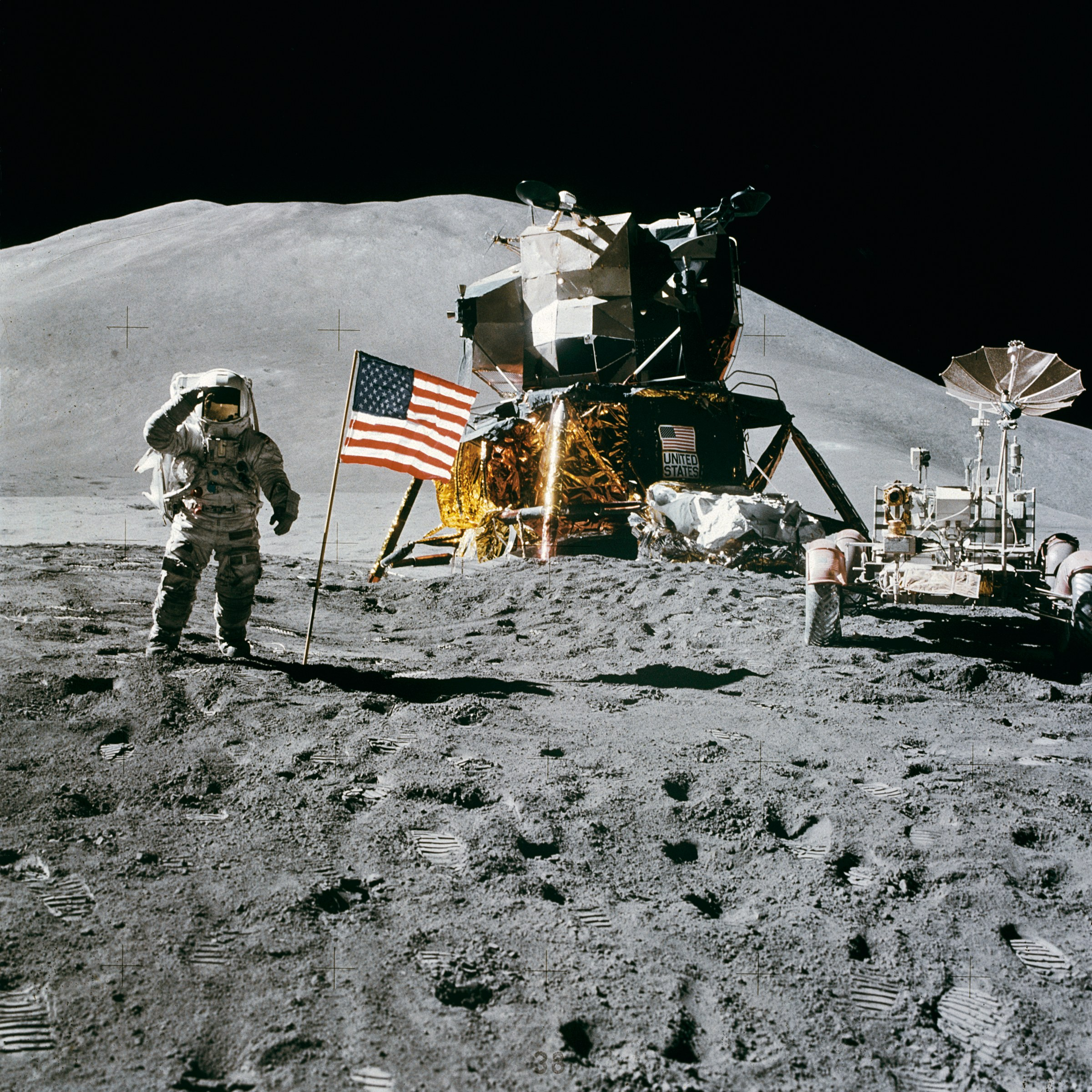
ماه‌نشین آپولو

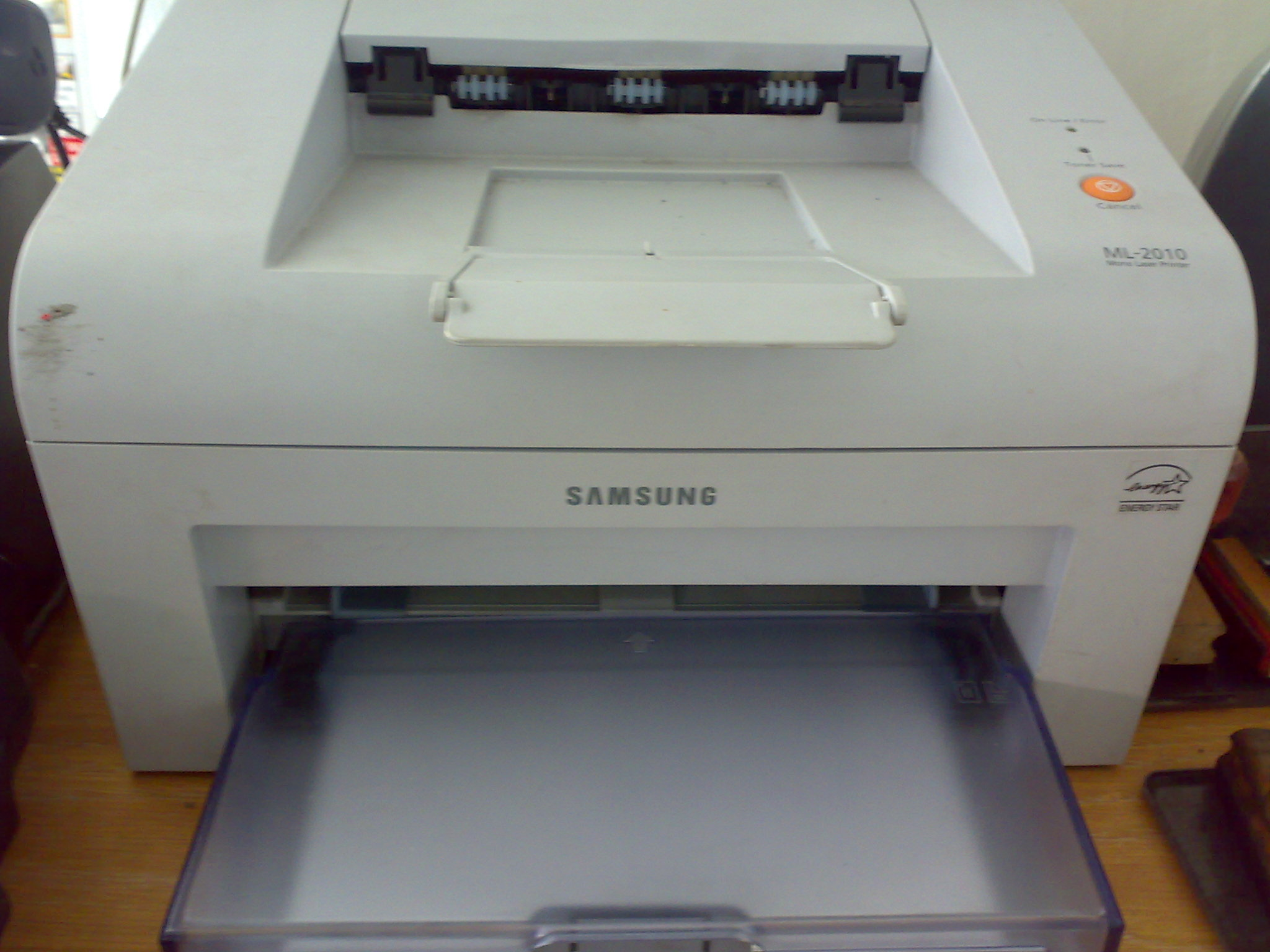
یک چاپگر لیزری

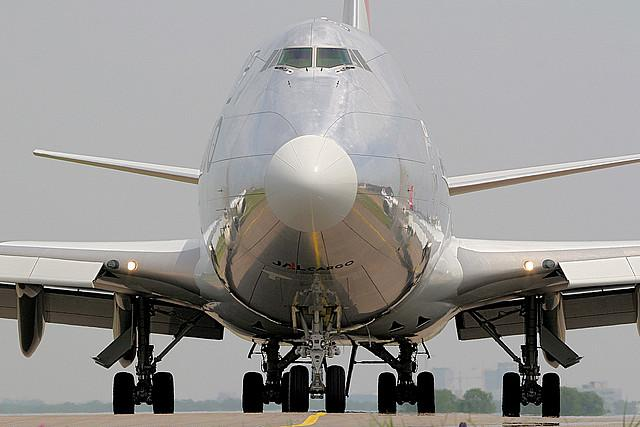
هواپیمای پهن‌پیکر

۱۹۶۰ قرص ضد بارداری خوراکی (جورج پینکاس)
۱۹۶۰ لیزر گازی (ویلیام آر بنت، دان هریوت و علی جوان)
۱۹۶۱ صفحه گسترده (باب فرانکستون)
۱۹۶۱ رایانه پوشیدنی (کلود شانون)
۱۹۶۱ پس‌خوراند زیستی (نیل میلر)
۱۹۶۲ ماهواره مخابراتی (جان رابینسون پیرس)
۱۹۶۲ تنوره (هاف کینگ)
۱۹۶۲ LED (نیک هالنیاک)
۱۹۶۲ لیزر دیودی (رابرت ان. هال)
۱۹۶۲ گلوکومتر (لیلاند کلارک)
۱۹۶۳ ماوس (داگلاس انگلبارت)
۱۹۶۳ زبان برنامه‌نویسی بیسیک (جان جی. کمنی و توماس یوجین کورتز)
۱۹۶۴ نمایشگر پلاسما (دونالد بیتزر)
۱۹۶۴ ال‌سی‌دی (جورج اچ. هیلمر)
۱۹۶۵ اسنوبرد سواری (شرمن پاپن)
۱۹۶۵ کولار (استفانی کولک)
۱۹۶۵ ابرمتن (تئودور هولم نلسون)
۱۹۶۵ تلفن‌های بی‌سیم (جورج سویگرت)
۱۹۶۵ قلم فضایی (پل سی. فیشر)
۱۹۶۵ رایانه کوچک (چارلز مولنر)
۱۹۶۵ لوح فشرده (جیمز راسل)
۱۹۶۶ حافظه دسترسی تصادفی پویا (رابرت دنارد)
۱۹۶۷ کوله‌پشتی (گرگ لاو)
۱۹۶۷ ماشین حساب (جک کیلبی)
۱۹۶۸ واقعیت مجازی (ایوان سادرلند)
۱۹۶۹ ماه‌نشین آپولو
۱۹۶۹ چاپگر لیزری (گری استارک‌ودر)
۱۹۶۹ هواپیمای پهن‌پیکر (جو ساتر)
۱۹۶۹ زبان نشانه‌گذاری (چارلز گلدفارب)

### دهه ۱۹۷۰

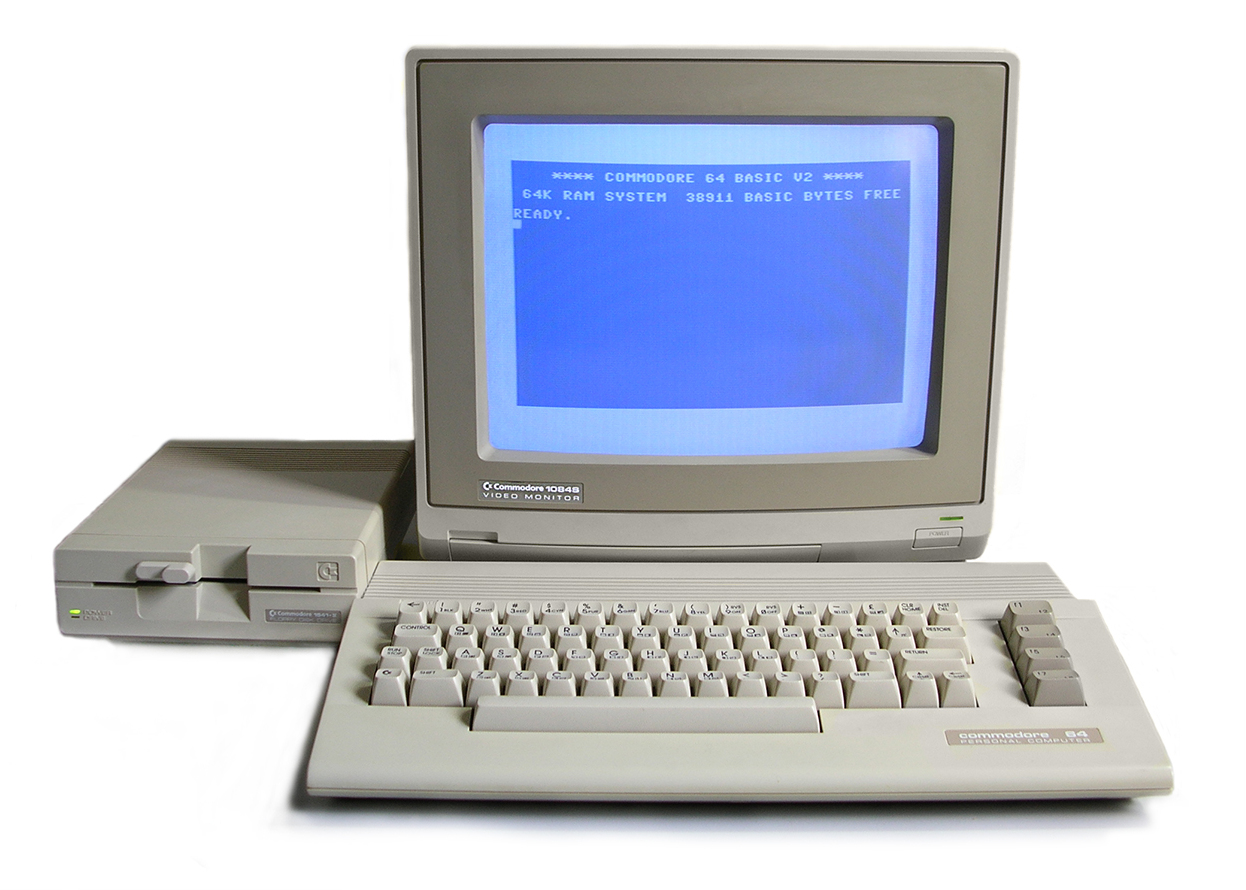
رایانه شخصی (PC)

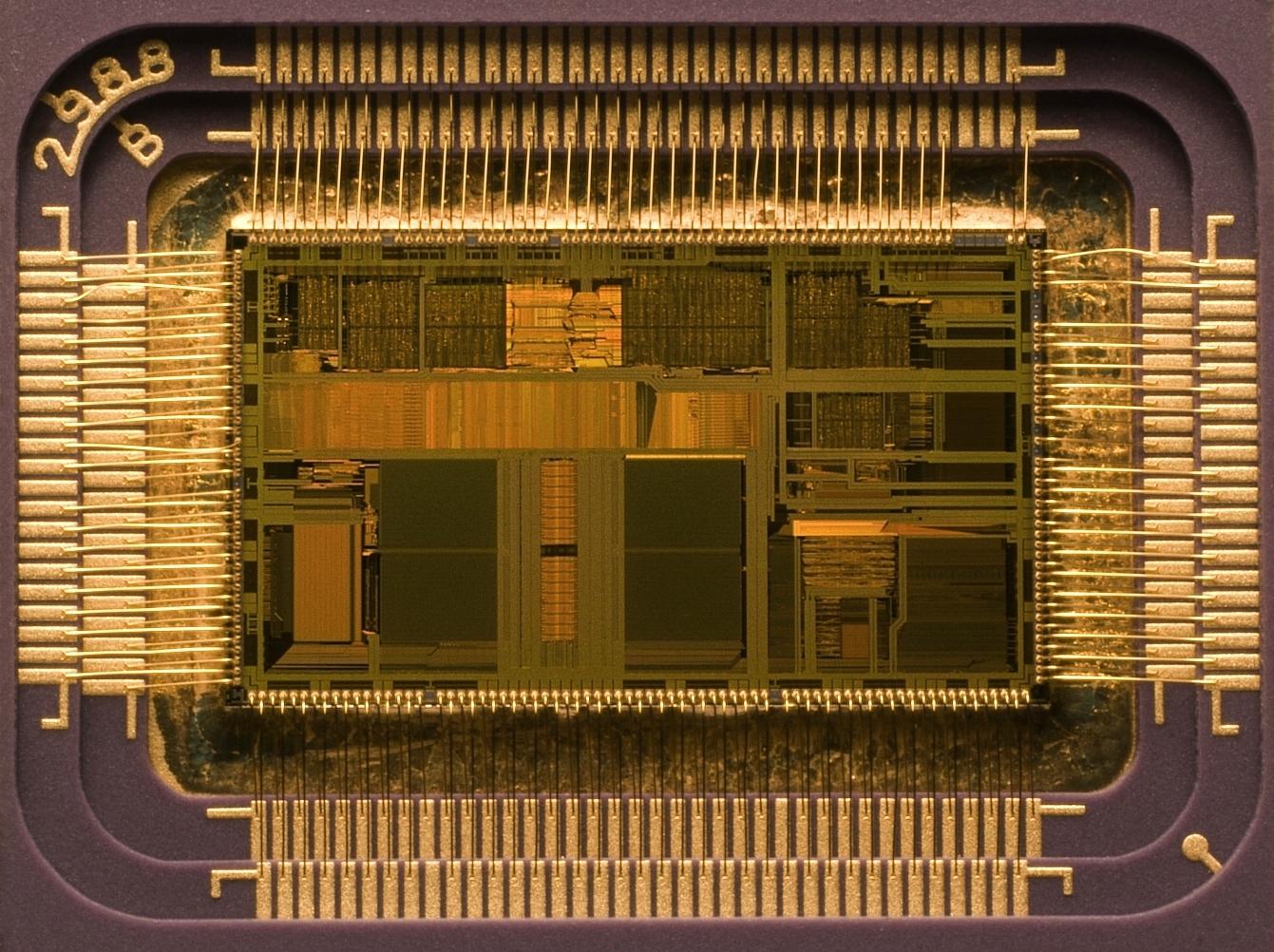
ریزپردازنده (microprocessor)

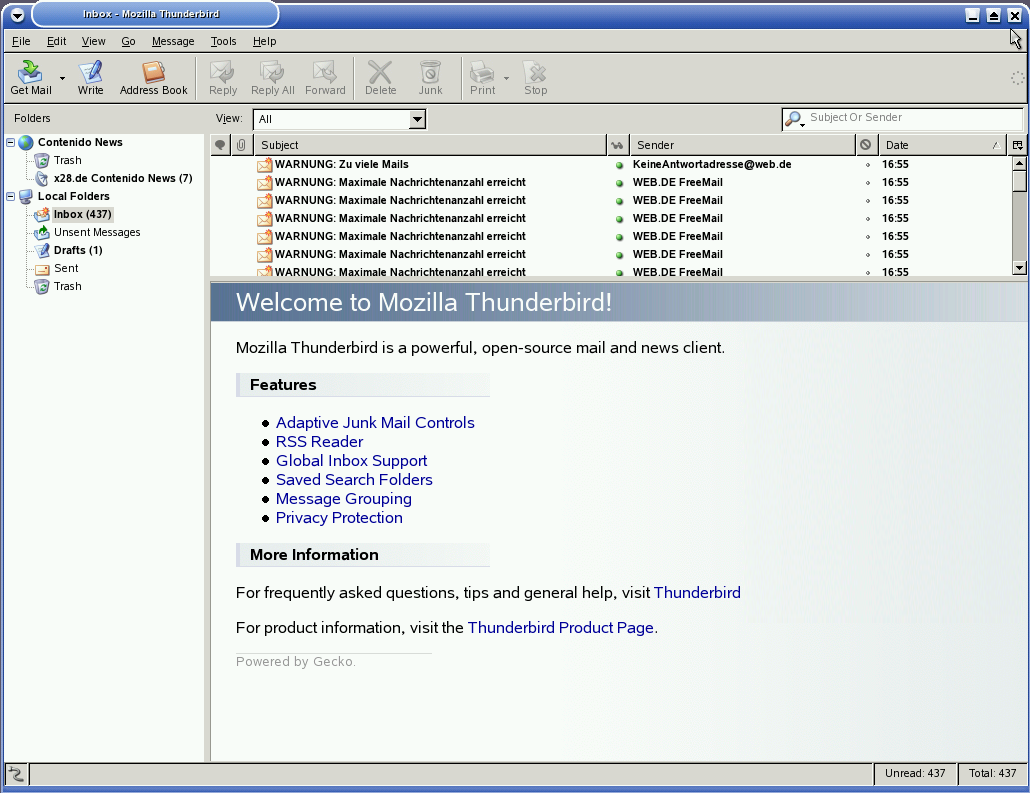
رایانامه (ایمیل)

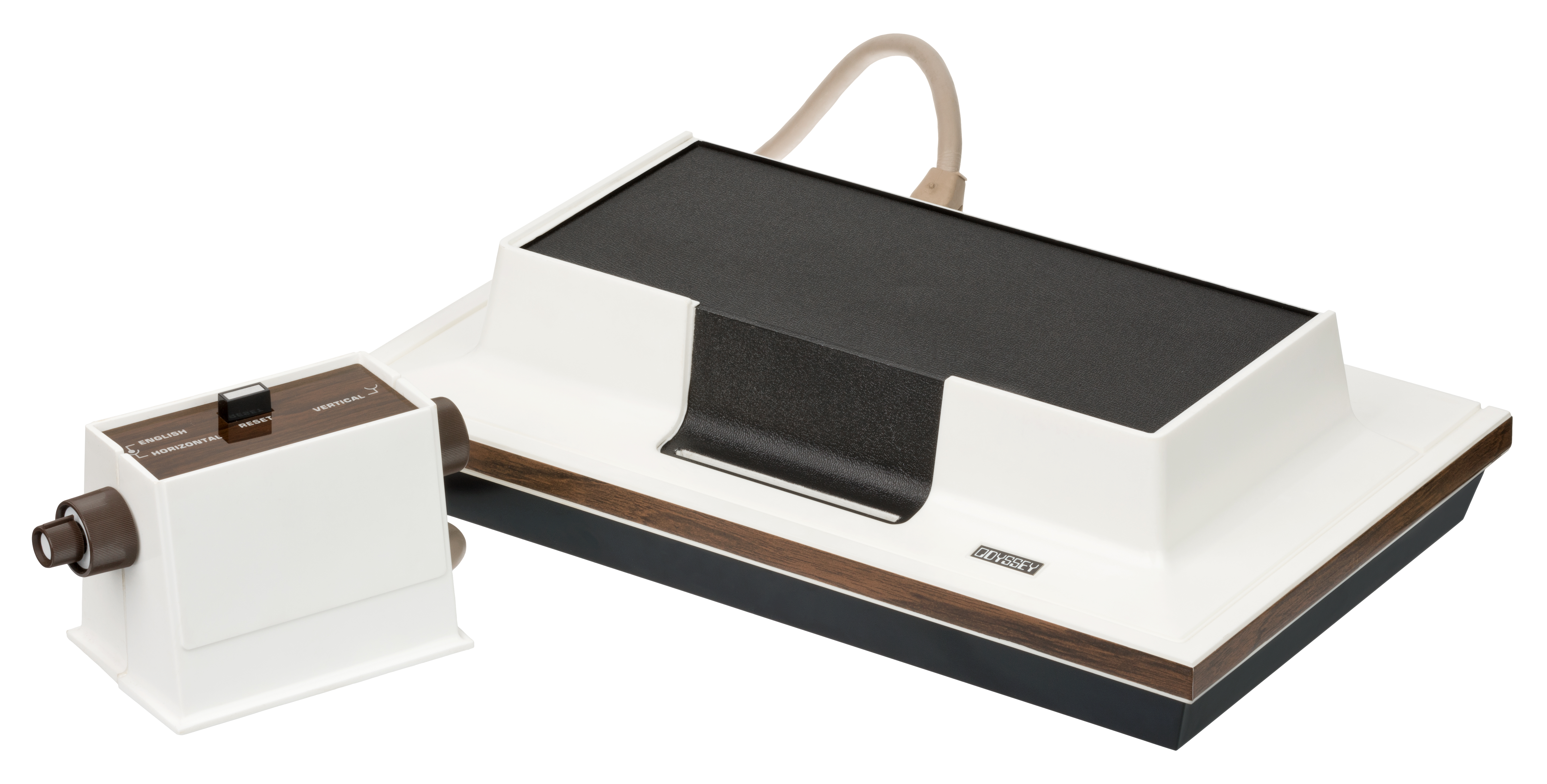
نخستین کنسول بازی ویدئویی (مگناوکس ادیسه

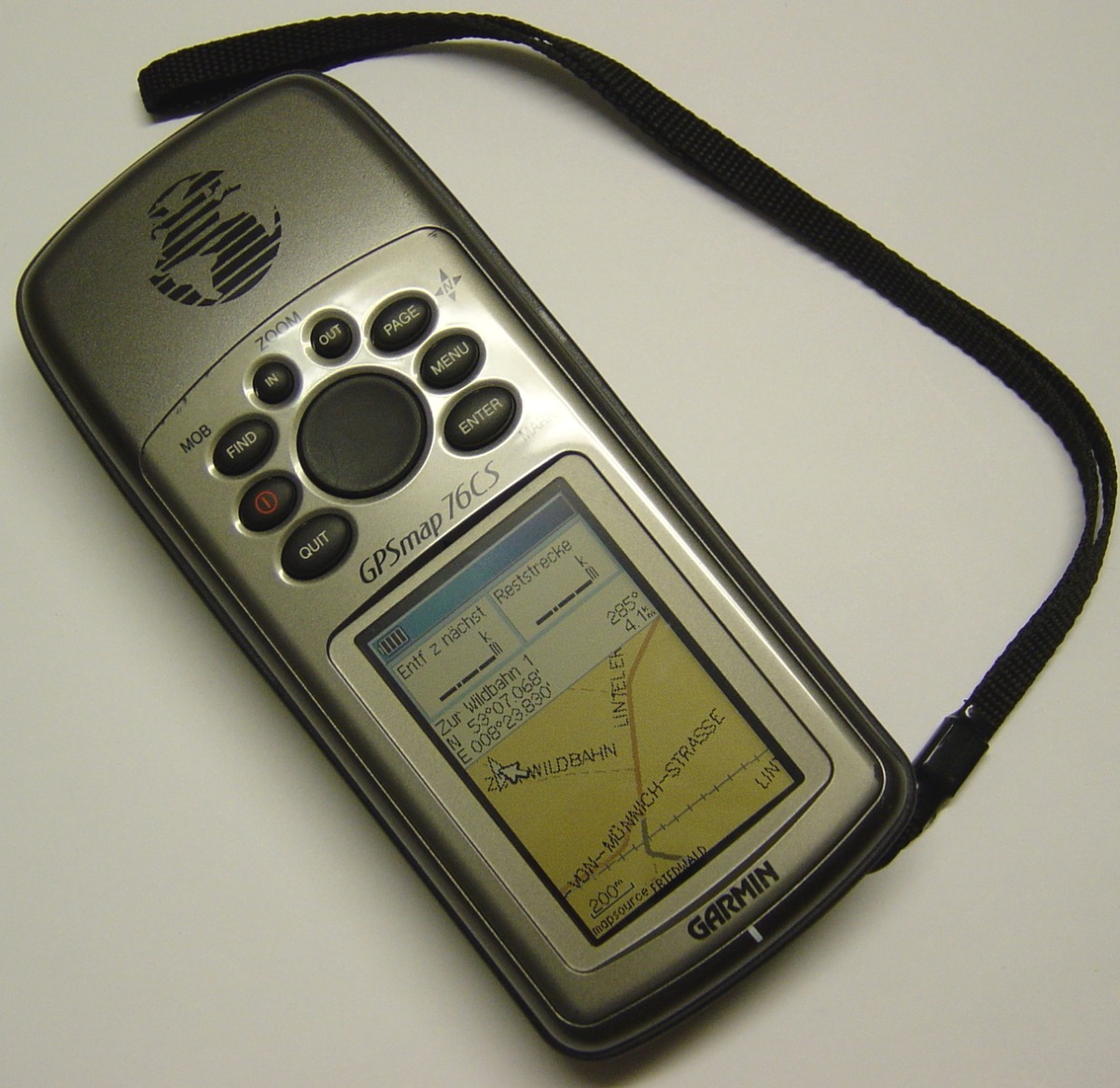
سامانه موقعیت‌یاب جهانی (GPS)

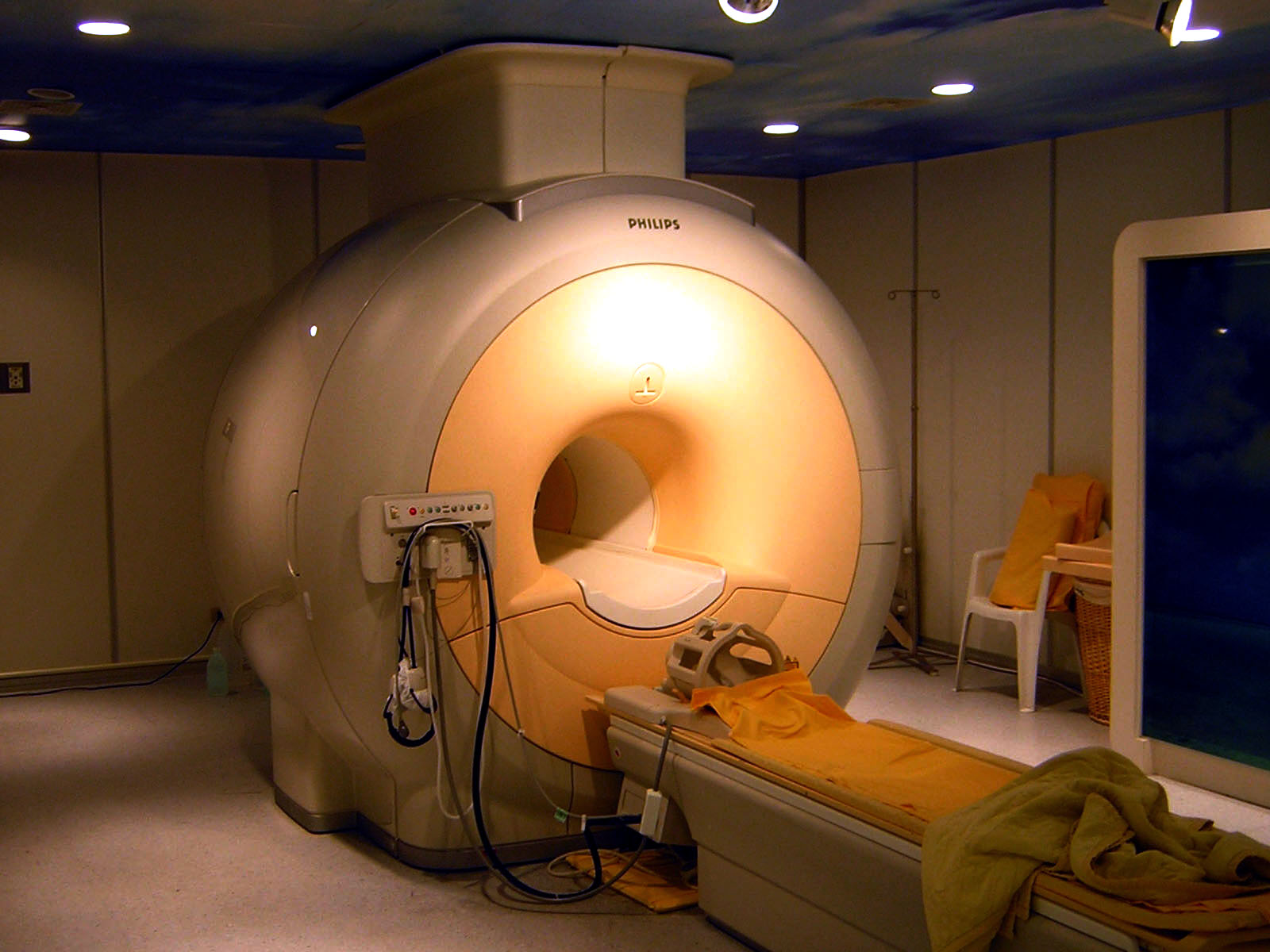
MRI

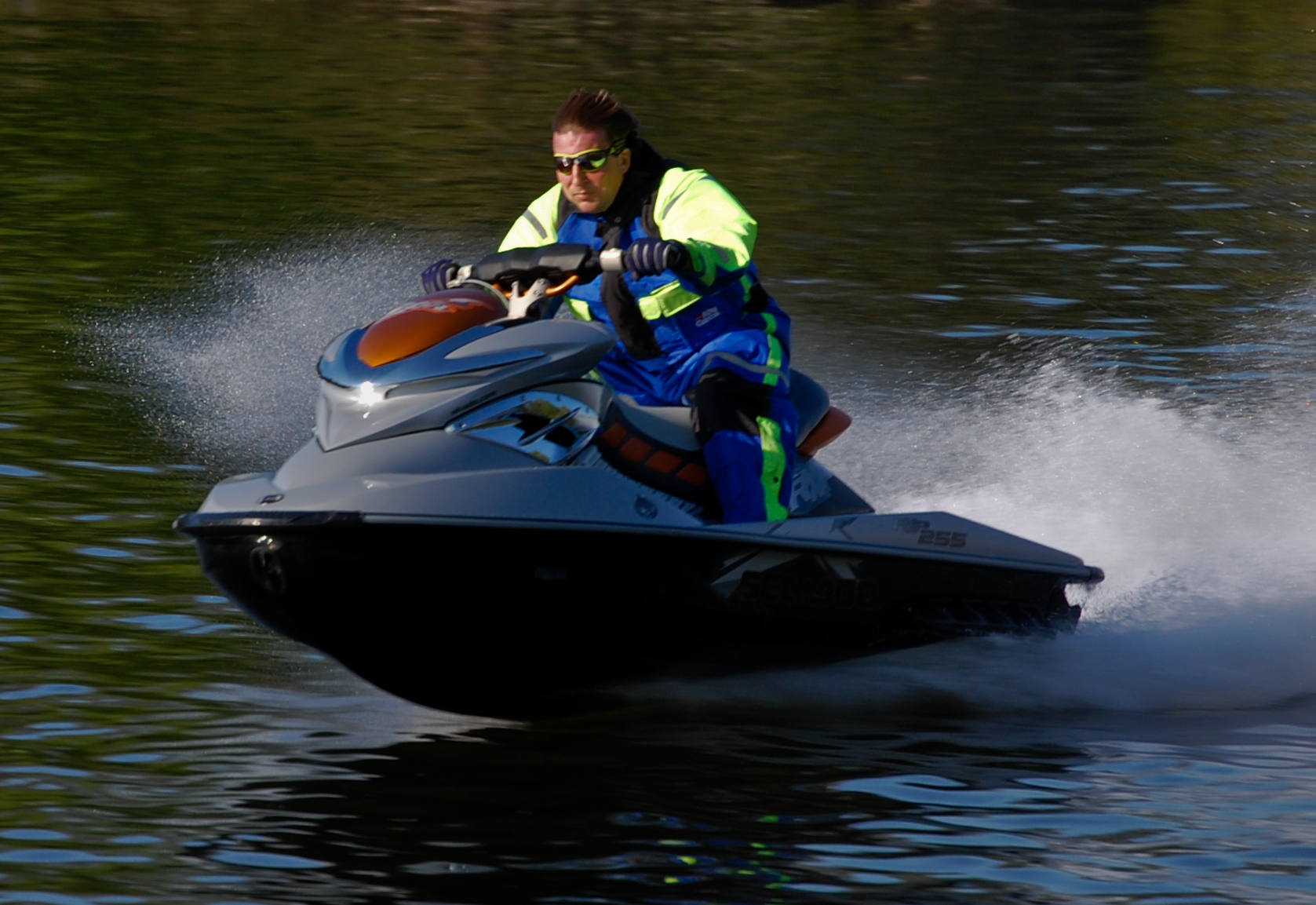
جت اسکی

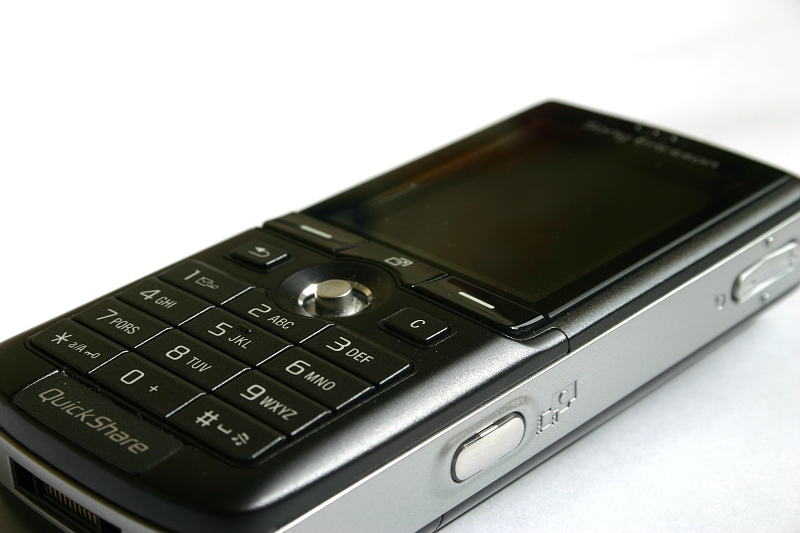
تلفن همراه (موبایل)

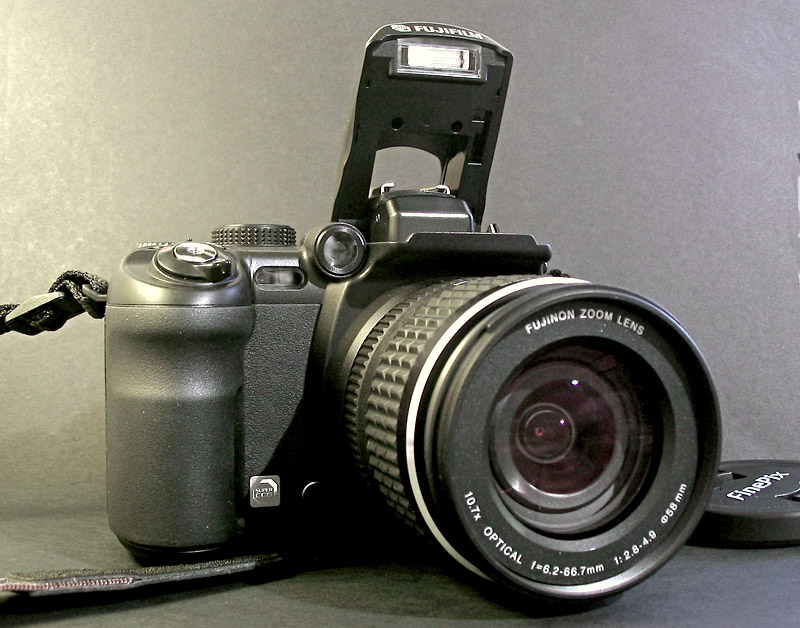
دوربین دیجیتال

۱۹۷۰ شبکه محلی بی‌سیم (نورمن آبرامسون)
۱۹۷۰ تخته موج‌سواری (جک اونیل)
۱۹۷۱ رایانه شخصی (جان بلنکن‌بیکر)
۱۹۷۱ ریزپردازنده (مرسین هاف، فدریکو فاگین و استنلی میزور)
۱۹۷۱ فلاپی‌دیسک (دیوید ال. نوبل)
۱۹۷۱ ممریستور (لئون چوا)
۱۹۷۱ رایانامه (ایمیل) (ری تاملینسون)
۱۹۷۲ زبان برنامه‌نویسی C (دنیس ریچی)
۱۹۷۲ کنسول بازی (رالف اچ. بائر)
۱۹۷۲ سامانه موقعیت‌یاب جهانی (GPS) (بردفورد پارکینسون، مل برنبام، باب رنارد، جیم اسپیلکر و ریچارد ایستون)
۱۹۷۲ برش‌نگاری با گسیل پوزیترون (ادوارد جی. هافمن)
۱۹۷۲ MRI (ریموند دامادیان)
۱۹۷۳ جت‌اسکی (کلایتون یاکوبسون)
۱۹۷۳ کاغذ الکترونیک (نیک شرایدون)
۱۹۷۳ DNA نوترکیب (استنلی نورمن کوهن و هربرت بویر)
۱۹۷۳ مبدل کاتالیست (جان جی. مانی و کارل دی. کیث)
۱۹۷۳ تلفن همراه (داگلاس اچ. رینگ، دابلیو. ری یانگ، مارتین کوپر و ژوئل اس. انجل)
۱۹۷۳ ایمیل صوتی (توماس جی. واتسون)
۱۹۷۵ دوربین دیجیتال (استیون ساسون در ایستمن کداک)
۱۹۷۵ اترنت (رابرت متکالف)
۱۹۷۸ بی‌بی‌اس (وارد کریستنسن)
۱۹۷۹ بالک (ریچارد وایتکامب)
۱۹۷۹ پشم پلار (مایکل میلز)

### دهه ۱۹۸۰ و اوایل دهه ۱۹۹۰
۱۹۸۱ کنترل-آلت-دیلیت (دیوید بردلی)
۱۹۸۱ شاتل فضایی

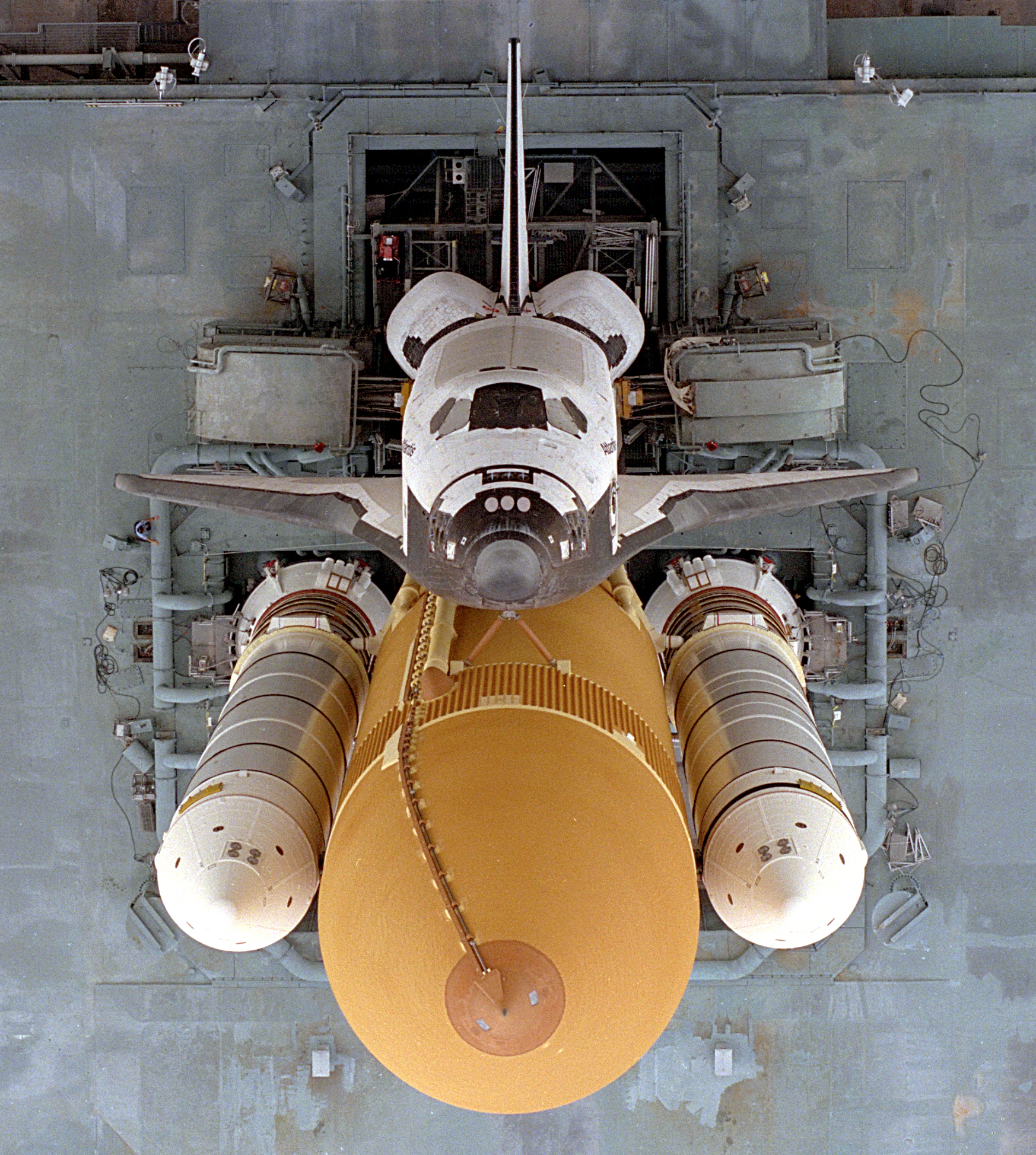
شاتل فضایی

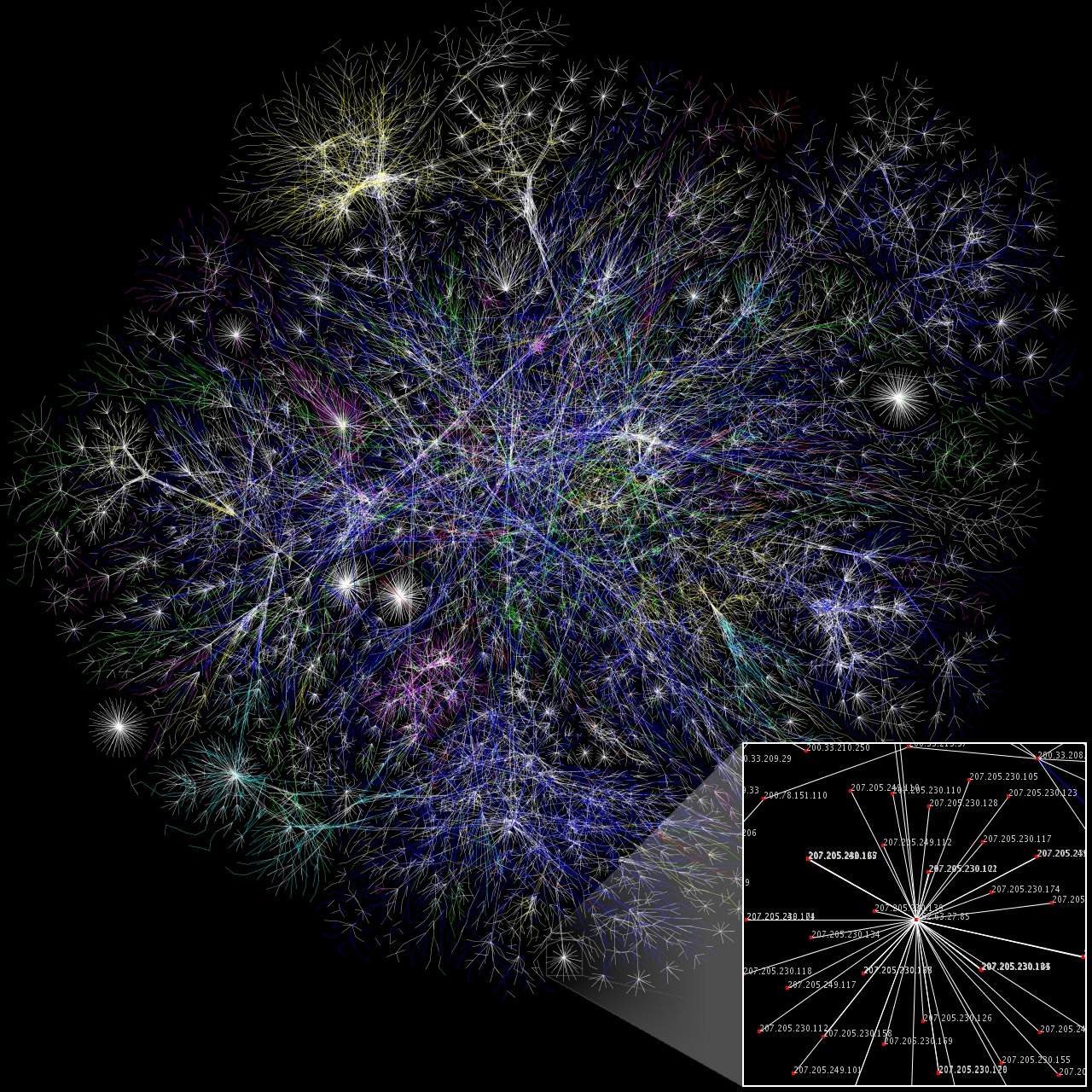
بخش کوچکی از شکل شبکه اینترنت

۱۹۸۱ پینتبال (هایس نوئل، باب گارنسی و چارلز گینز)
۱۹۸۱ واسط گرافیکی کاربر (الن کی و داگلاس انگلبارت)
۱۹۸۳ اینترنت
۱۹۸۴ واکنش زنجیره‌ای پلیمراز (کری مالیس)
۱۹۸۶ میکروسکوپ نیروی اتمی (کریستوف گربر، گرد بینینگ و کالوین کویت)
۱۹۸۶ استریولیتوگرافی (چاک هال)
۱۹۸۷ زبان برنامه‌نویسی پرل (لری وال)
۱۹۸۸ مدل‌سازی ته‌نشین جوش‌خورده (اس. اسکات کرامپ)
۱۹۸۸ تی‌سی‌ال (جان استرهات)
۱۹۸۸ چسب نیکوتین (موری یرویک)
۱۹۸۸ فایروال (ویلیام چیزویک و استیون بلوین)
۱۹۸۹ فرمت فایل ZIP (فیل کاتز)
۱۹۹۰ لامپ گوگردی (مایکل اوری).
۱۹۹۱ مورچه رباتیک (جیمز مک‌لورکین)